# قدامة الملاح
قدامة الملاح (1949-1999) عالم نووي واعلامي عراقي.

## سيرته
ولد قدامة عبدالله صديق الملاح في مدينة الموصل وأنهى دراسته الأولية فيها وحصل على الماجستير والدكتوراه في الهندسة من ألمانيا الغربية وعُيِّن في وظائف عدة منها: معاون عميد كلية الهندسة في جامعة بغداد. وعضو جمعية المهندسين الألمان VDI وعضو جمعية التقنية الألمانية KTG. شارك في أربعين مؤتمراً عالمياً وعربياً حول الاستخدامات السلمية للطاقة النووية 1990 ومشابهات رقمية 1990 كان رئيس قسم الهندسة النووية في جامعة بغداد لدى استحداث هذا القسم عام 1988 م. كما عرفه الجمهور العراقي من خلال عمله في برنامج العلم للجميع مع كامل الدباغ وتسلّم البرنامج بعد وفاة كامل الدباغ. كان أحد أهم كتاب مجلة العلوم العراقية المشهورة على الصعيد العربي. كما عمل في البرنامج النووي العراقي و عمل في برنامج العالم عام 2000 العلمي علئ تلفزيون العراق. توفي عام 1999 م في النمسا بعد إصابته بسرطان البنكرياس.

## من اختراعاته
في 12-9-1972 أنجز المهندس العراقي قدامة الملاح وفي مصلحة الموانئ العراقية تصميما لمضخة ماء كهربائية تم صنعها في معامل المصلحة وأرسل التصميم والمواصفات إلى وزارة المواصلات للحصول على الموافقة بتسجيل براءة اختراع المضخة باسم مصلحة الموانئ وتم تسجيلها بأسم المصلحة ......
لايزال الكثير من طلبة كلية الهندسة في جامعة بغداد يتذكّرون عميد الكلية الدكتور الملّاح وهو يركب معهم كأي إنسان بسيط داخل الباص الخاص للنقل في حرم جامعة بغداد.

## العلم للجميع

كامل الدباغ في برنامجه الأسبوعي (العلم للجميع) الذي كان يعرض في تلفزيون العراق كل يوم أربعاء

عاد إلى العراق بعد انتهاء مدة دراسته في أوروبا عام 1960، ولاحظ خلو منهاج التلفزيون من برامج علمية، فكتب رسالة إلى إدارة تلفزيون بغداد آنذاك اقترح فيها عليهم استحداث برنامج بهذا المضمون، يشجع على الابتكار والاختراع، فحصلت الموافقة بشرط أن يعده ويقدمه هو شخصياً، وحين ذهب إلى إدارة التلفزيون للمداولة بشأنه وجد البرنامج قد أدرج أصلا في منهاج التلفزيون الأسبوعي وكانوا ينتظرون منه أن يختار اسماً له فاختار (العلم للجميع) وبثت الحلقة الأولى منه بتاريخ 28 أيلول 1960 واستمر دون أي انقطاع لغاية آخر حلقة من البرنامج التي قدمها بتاريخ 11 آذار 1994، أي قرابة 34 عاماً من العطاء المتجدد والمستمر، قبل أن يعتزل العمل.
كان كامل الدباغ وقدامة الملاح رائدا من رواد المجتمع العراقي على مدى أربعة وثلاثين عاما ببرنامجه (العلم للجميع) الذي نشر وعيا علميا عند عامة العراقيين، وألهم الكثير من شباب العراق بما أثاره عندهم من حب للعلم والمعرفة، وكان لكامل الدباغ أثر كبير في حياتهم العملية وهو من أعطاهم الحافز للوصول إلى مراكز علمية عالية داخل وخارج العراق.
ومن طريف ما يتعلق بالدباغ والملاح، أن شائعة كانت قد سرت في بغداد، في السبعينيات، مفادها أن كامل الدباغ أعلن في برنامجه موعد يوم القيامة!! فساد الهرج والمرج وارتبكت حركة الناس في الشوارع، ومن حسن الصدف إن تلك الشائعة أطلقت يوم أربعاء، موعد البرنامج، إذ سرعان ما طمأن الدباغ المشاهدين من أن ما تناقلته الألسن لا صحة له لأن موعد قيام الساعة من علوم الغيب التي أستأثر بها الخالق سبحانه وتعالى، فاطمأن الناس حينئذ، وهذا يدل على مدى التأثير الذي كان يحدثه برنامج العلم للجميع على الرأي العام العراقي!

## من مؤلفاته وترجماته واعماله
1- الكون المرأة، تاليف جون بريجز، ترجمة نهاد العبيدي، مراجعة قدامة الملاح، وزارة الثقافة والإعلام العراقية، سلسلة كتب علوم (4) ط1.
2- القوة العظمى، تأليف راول رودولف، ترجمة ميادة نزار، مراجعة وتنقيح د. قدامة الملاح
3- مدخل الفيزياء النووية، قدامة الملاح د.أسعد الخفاجي ود. حامد الباهيلي.
4-جذور المصادفة / تأليف ارثر كويستلر ؛ ترجمة فوزية ناجي الرفاعي ؛ مراجعة قدامة الملاح
5- مدخل الهندسة النووية، قدامة الملاح، مكان النشر والناشر: بغداد: جامعة بغداد, 1990
6- الملاح، قدامة عبد الله، التاثيرات البيئية لمنشآة الطاقة النووية, 1993
7-عوالم في باطن الذرة الكواركات والجسيمات الأولية، قدامة الملاح
8- مقالات متعددة في مجلة علوم العراقية عن الفيزياء النووية مع كل من الدكتور ضرغام خليل الدباغ والدكتور عذاب طاهر.
9- نظرية المفاعل النووي، د. قدامة الملاح وال د. عصمت أمين
10- الفيزياء النووية للمهندسين النوويين، د. حامد الباهيلي، د. عصمت أمين، د. قدامة الملاح و د. أسعد الخفاجي
11-  مشابهات رقمية وتجارب في المفاعل النووي، د. رياض يحيى زكي، د. حامد الباهيلي و د. قدامة الملاح
12- صناع العصر الذري، ألوين مككلي, ترجمة المهندس خلدون يوسف, مراجعة الدكتور قدامة الملاح, دار الشؤون الثقافية العامة
13- متاهات نصوص وحوارات في الفلسفة ترجمة حسونة المصباحي، مراجعة قدامة الملاح